# ヴェルフ2世 (バイエルン公)
ヴェルフ2世（Welf II., 1072/3年 - 1120年9月24日）は、バイエルン公（在位：1101年 - 1120年）。ヴェルフ1世とフランドル伯ボードゥアン4世の娘ユーディトの長男。ハインリヒ9世の兄。ヴェルフ家ではヴェルフ5世と呼ばれる。肥満公（der Dicke）とも称される。

## 生涯
当時、神聖ローマ皇帝ハインリヒ4世とローマ教皇グレゴリウス7世が叙任権闘争で争っていたが、父は教皇派に与して1077年、ハインリヒ4世によってバイエルン公位を剥奪された。1089年にヴェルフ2世はトスカーナ女伯マティルデ・ディ・カノッサと結婚したが、教皇派との関係を強めたい父の意向があった。また、この結婚で教皇派はヴェルフ（ゲルフ）と呼ばれていった（教皇派と皇帝派を参照）。
しかし、1095年にマティルデと離婚した。この出来事は父が皇帝派に鞍替えしたためとされている。事実、翌1096年にヴェルフ1世はハインリヒ4世からバイエルン公位を授かっている。1101年に父が十字軍に参戦（1101年の十字軍）、帰途でキプロス島で没したため、バイエルン公位を継いで皇帝ハインリヒ5世の下に属した。
1120年没。子が無かったため、バイエルンは弟のハインリヒ9世が継いだ。遺体は父と同じくヴァインガルテン修道院に埋葬された。

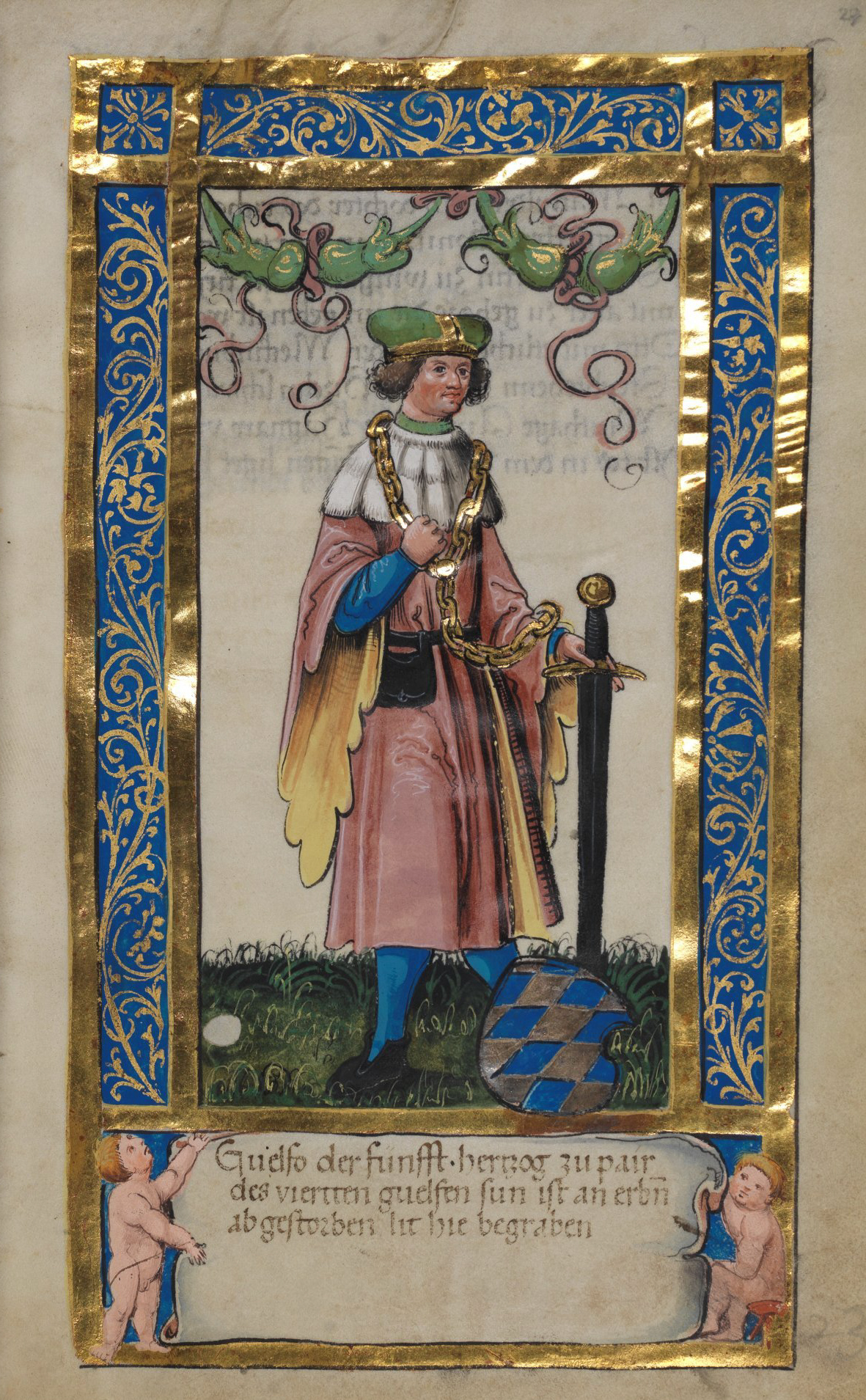
ヴェルフ5世（2世）